# Walter Stahlschmidt
Walter Stahlschmidt (* 30. November 1940 in Plettenberg) ist ehemaliger Bürgermeister der Stadt Plettenberg.
Stahlschmidt besuchte die Volksschule in Holthausen und begann am 1. April 1955 im Alter von 14 Jahren eine Verwaltungslehre bei der Stadt Plettenberg. Nebendienstlich absolvierte er Laufbahnlehrgänge für den mittleren und den gehobenen Verwaltungsdienst. 1963 wurde er bei der Stadtverwaltung in den mittleren Dienst und 1965 in den gehobenen Dienst übernommen. Nach dreieinhalbjährigem Studium an der Verwaltungs- und Wirtschaftsakademie Hagen erwarb er im Alter von 30 Jahren das Kommunaldiplom. 1968 wurde er Leiter des Bauverwaltungsamtes, 1983 Stadtkämmerer und am 8. April 1986 Stadtdirektor. Das Amt des hauptamtlichen Bürgermeisters bekleidete Stahlschmidt vom 1. Oktober 1999 bis 2004. Sein Nachfolger war Klaus Müller (SPD).
Walter Stahlschmidt ist verheiratet und hat zwei Kinder.